# 柳下惠
柳下惠（前720年—前621年），姬姓，展氏，名获，表字禽、一字季，中国春秋时期鲁国人，鲁孝公之子公子展的后代。为古代大盗盗跖之兄，“柳下”是他的食邑，“惠”则是他的谥号，所以后人称他“柳下惠”。因他又字“季”，所以有时也称“柳下季”。柳下惠做过鲁国大夫，后来隐遁，成为“逸民”。柳下惠被认为是遵守中国传统道德的典范，他“坐怀不乱”的故事中国历代广为传颂。《孟子》中说“柳下惠，圣之和者也”，所以他也有“和圣”之称。柳下惠还是中国柳姓的得姓始祖。
莊子《南華經》中，率領九千盜匪，橫行於各諸侯國的大盜盜跖，即柳下惠之弟。

## 事迹与评价
柳下惠虽然被孟子称为圣人，但是史书关于他的生平的记载很少。这些记载散见于《左传》、《国语》、《论语》和《孟子》等先秦古籍，部分记载有明确的时间，部分记载则更接近一种对他的评价。
在主要记载孔子言行的《论语》中，柳下惠被认为是一个品德高尚的人。《论语》记载中孔子说：“臧文仲其窃位者与？知柳下惠之贤，而不与立也。”为柳下惠没有得到任用鸣不平。后来柳下惠做了“士师”（掌管监狱的官），但是三次上台三次遭到罢免，人们劝他离开，他却说：“直道而事人，焉往而不三黜？枉道而事人，何必去父母之邦。”意指“若用正道侍奉君主，到哪裡不會被罷黜呢？若用旁門左道侍奉君主，又何必投奔祖國以外的國家呢？”
柳下惠的直道事人，在史书中有几处明确的记载。《国语·鲁语上》中记载道：鲁僖公二十六年（前631年）夏，齐孝公出兵讨伐鲁国，臧文仲问柳下惠如何措辞，才可以使齐国退兵。柳下惠说，听说大国如果做好小国的榜样，小国如果好好侍奉大国，这样才能防止祸乱；现在鲁国作为小国却狂妄自大，触怒大国，无异自取其祸，怎么措辞都是没有用的。柳下惠这样说，相当于对臧氏在鲁国的执政行为直言不讳地表示了批评。
《国语》还记载了柳下惠批评臧文仲祭祀海鸟的故事。一只名为“爰居”的海鸟停留在了鲁国都城东门外好几天了，臧文仲让都城的人都去祭祀它。柳下惠却说，臧氏治国简直就是乱来，祭祀是国家的重要制度，而制度是治国能够成功的基础，所以要谨慎地制定关于祭祀的典章制度，而且这些制度要依据圣王的祭祀原则。圣王只祭祀对人民和国家有功劳的人和事物，所以柱、后土、黄帝、颛顼、帝喾、尧、舜、鲧、禹……直到周文王、周武王这些人，才能受到后人的祭祀；此外土地、五谷和山川的神，先哲和有美德的人，天上的日月和星辰，地上的五行，九州的名山、江河和沼泽，也应该加以祭祀。而海鸟“爰居”飞到鲁国，还不知道它为什么飞来，也不见得它对人民有什么功德，这样就决定祭祀它，实在不是仁德和明智的举措。柳下惠猜测海鸟是为躲避灾难而来，而事实证明了他的猜测是对的。这件事不但说明了柳下惠为官的正直，也表现出他对圣王礼制的熟悉，这也是他受儒家思想重视的原因。
柳下惠选择坚持“直道而事人”，最后只能去官隐遁，成为“逸民”。《论语》记载孔子对柳下惠的评价是：“降志辱身矣，言中伦、行中虑，其斯而已矣。”意思是，相比伯夷、叔齐的宁肯饿死也不食周粟，柳下惠肯降低自己的理想，虽然屈辱了身份，但是能做到言行举止合乎道德和理智。《左传》中孔子也把臧文仲让柳下惠下台，列为臧氏执政的“三不仁”之一，表示谴责。
孟子对柳下惠非常推崇，《孟子》一书曾把柳下惠和伯夷、伊尹、孔子并称四位大圣人，认为他不因为君主不圣明而感到羞耻，不因官职卑微而辞官不做；身居高位时不忘推举贤能的人，被遗忘在民间时也没有怨气；贫穷困顿时不忧愁，与乡下百姓相处，也会觉得很愉快；他认为自己和任何人相处，都能保持不受不良影响。因此，听说了柳下惠为人处世的气度，原来心胸狭隘的人会变得宽容大度，原来刻薄的人会变得老实厚道。孟子认为像柳下惠这样的圣人，是可以成为“百世之师”的。

## “坐怀不乱”
“坐怀不乱”的故事在中国历代广为人知，柳下惠也因此被认为是遵守传统道德的典范。现在，人们还用“柳下惠”或“坐怀不乱”来形容男子在两性问题上的作风正派。
魯人有獨處室者，鄰之釐婦，亦獨處一室。夜暴風雨至，釐婦室壞，趨而託焉，魯人閉戶而不納，釐婦自牖與之言：「何不仁而不納我乎？」魯人曰：「吾聞男女不六十不同居，今子幼吾亦幼，是以不敢納爾也。」婦人曰：「子何不如柳下惠？然嫗不逮門之女，國人不稱其亂。」魯人曰：「柳下惠則可，吾固不可。吾將以吾之不可，學柳下惠之可。」孔子聞之曰：「善哉！欲學柳下惠者，未有似於此者，期於至善而不襲其為，可謂智乎！」
 — 《孔子家语》
翻译：鲁国有一个独处一室的男子，邻居是一位独处一室的寡妇。一天夜里暴风雨大作，寡妇的房子被摧毁，妇人来到男子这里请求庇护。男子不让妇人进门。妇人从窗户裡对他说：“你为何不让我进来呢？”男子说：“我听说男女不到六十岁不能同居。现在我还年轻，你也一样，所以不能让你进来。”妇人说：“你为何不像柳下惠那样，能够用身体温暖来不及入门避寒的女子，而别人也不认为他有非礼行为。”男子说：“柳下惠可以开门，我不能开门。所以我要以我的‘不开门’，来向柳下惠的‘开门’学习。”孔子听到后说：「好啊！想要向柳下惠学习的人，没有能像他学得这么像的，既期望能够达到至善的境界，却不会盲从他的行迹，可以称得上是一位有智慧的人啊！」
到了元朝，胡炳文的《纯正蒙求》进一步丰富了“坐怀不乱”的细节：鲁国人柳下惠，姓展名禽，一次出远门的晚上住在都城门外。当时天气严寒，忽然有一位女子来投宿，柳下惠恐怕她冻死，就让她坐在他怀中，用衣服盖住她，一直到第二天天亮也没有发生越礼的事。后世流传关于柳下惠坐怀不乱的故事，与这个版本就大致相同了。

## 柳姓始祖
据唐朝的《元和姓纂》记载：“周公孙鲁孝公子展，展孙无骇以王父之字为展氏，至展禽食采于柳下，遂姓柳氏。鲁灭仕楚，秦併天下，柳氏遂迁于河东，河东解，秦末有柳案，下惠裔孙也。”意思是，周公旦的后人鲁孝公有个儿子“展”，公子展的孙子无骇用祖父的字作为姓氏，因此有了“展”姓；后来展禽以柳下为食邑，于是展禽的后人开始以“柳”为姓氏。柳氏在秦国兼併诸侯国之后则迁居到河东（今山西永济），然后从河东分散到其他地方。
《元和姓纂》是根据当时存在的私家姓氏谱谍编撰而成的，可见在唐朝时柳姓族人就认为柳下惠是他们的得姓始祖。后来河东成为柳姓的郡望，唐朝文学家柳宗元是河东人，因此人称“柳河东”。